# Eva Čerešňáková
Eva Čerešňáková (* 14. července 1986 Uherské Hradiště) je česká manažerka, moderátorka a bývalá modelka. V roce 2007 se stala I. Českou vicemiss a ve stejném roce se umístila desátá na světové soutěži krásy Miss Earth na Filipínách. Moderuje společenské akce v češtině a cizích jazycích (angličtině, němčině, italštině a španělštině) a působí jako manažerka v oblasti marketingu, PR a komunikace. V letech 2016 – 2018 byla ředitelkou a tváří soutěže krásy Česká Miss.

## Život

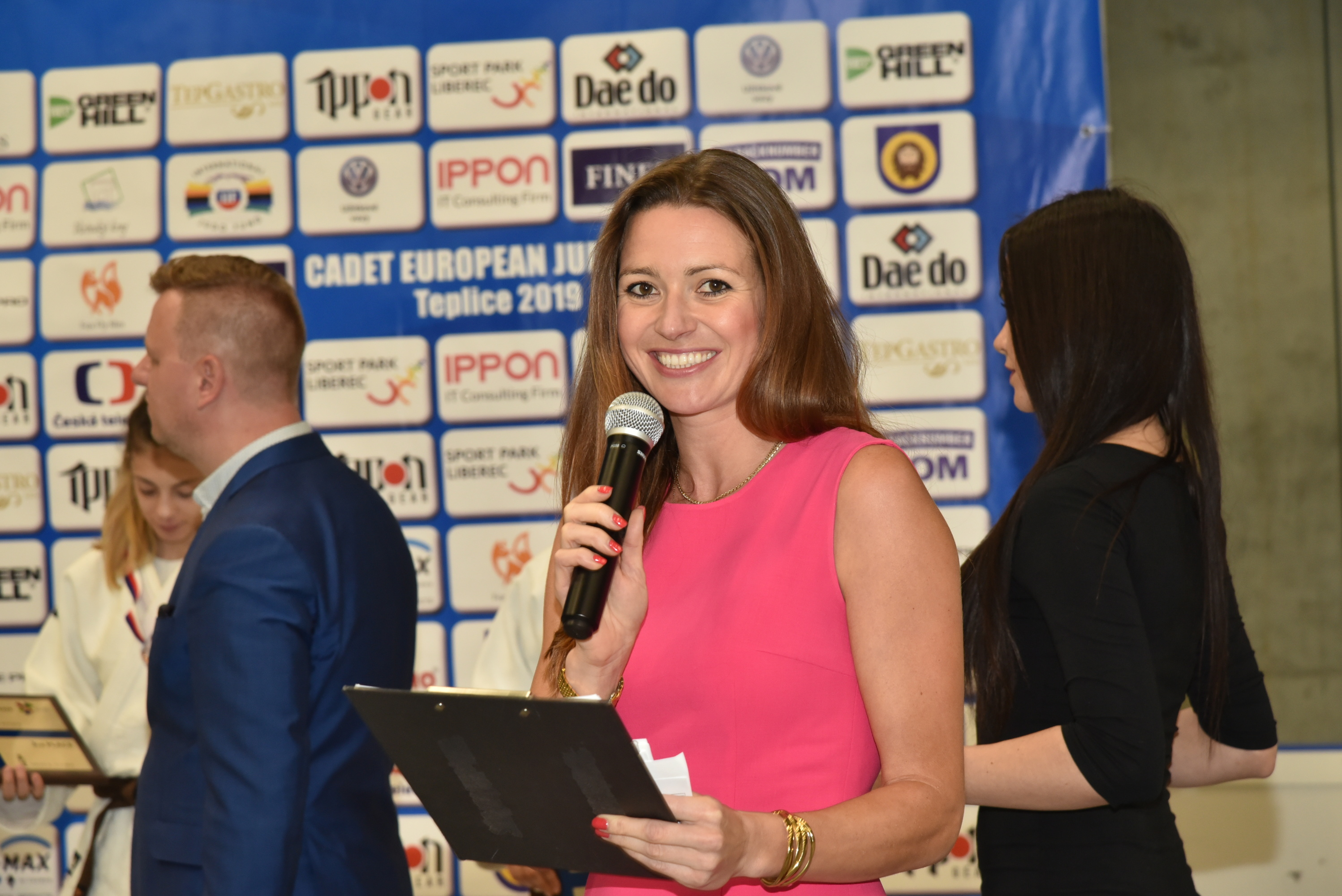
Moderování evropského šampionátu juda kadetů v Teplicích v roce 2019

Eva Čerešňáková pochází z Uherského Hradiště. Vystudovala Vysokou školu ekonomickou v Praze (VŠE), obor mezinárodní obchod s vedlejší specializací ekonomická žurnalistika. Mluví plynně anglicky, německy, italsky, španělsky a částečně rusky. Od svých 13 let se Eva věnovala modelingu, ve 20 letech se zúčastnila soutěže krásy Česká Miss a stala se I. Českou vicemiss 2007.
Více než patnáct let se věnuje moderování v češtině i cizích jazycích na různých společenských událostech. Od roku 2007 působila jako manažerka v oblasti Public Relations a Marketingu, po zkušenostech získaných v PR agenturách PRAM consulting a ConPro řídila několik let komunikaci na českém a slovenském trhu pro americkou společnost Citrix, potom působila tři roky jako manažerka marketingu zemí východní Evropy společnosti Veeam Software. Následně vedla národní soutěž krásy Česká Miss. Po ukončení svého dvouletého působení v projektu Česká Miss vedla marketing společnosti Geetoo. V únoru 2019 vstoupila na český trh nová banka Trinity Bank, kde Eva Čerešňáková byla tři roky na pozici ředitelky komunikace a tiskové mluvčí. Od roku 2022 se zaměřuje na koučink, mentoring a především moderování, má vlastní pořad Eva Talks na byznysovo-ekonomickém portále Newstream.cz.  

## Filantropie

### Dárcovství krve
Eva Čerešňáková je mnohaletou dárkyní krve, v letech 2007–2009 spolupracovala s Českým červeným křížem při zviditelňování dárcovství krve, v roce 2008 se spolu se zpěvákem a lékařem Alim Amirim stali tvářemi kampaně na podporu dárcovství krve. Na podzim 2018 získala stříbrnou medaili prof. Jánského za dlouhodobou podporu bezplatného dárcovství.

### Podpora vzdělání dětí v Bangladéši
V roce 2008 založila projekt 4U2 s cílem získávat finanční prostředky na podporu vzdělání a výživy dětí v Bangladéši v oblasti Mymensingh. V období 2009– 2015 pořádala pravidelně benefiční večer 4U2 na získání podpory pro děti v Bangladéši. Sbírka z let 2014 a 2015 byla určena na stavbu základní školy v Kata Bari. Otevření nové základní školy v Bangladéši se v srpnu 2016 osobně zúčastnila. Následovalo založení Nadačního fondu 4U2, skrze jehož aktivity se jí podařilo získat finance na stavbu druhé základní školy v bengálském Sainamari. Výrazně k tomu přispěla Evou organizovaná Charitativní garden party v červenci 2021, na kterou zavítal i herec Orlando Bloom.  Druhá základní škola v Bangladéši v Sainamari byla otevřena v roce 2022.

### UNICEF
Několik let také spolupracuje s UNICEF a podporuje aktivity tohoto mezinárodního fondu.

## Autorská tvorba
V letech 2011 a 2012 pravidelně přispívala jako externí redaktorka do rubriky Revue na idnes.cz. 
V roce 2015 vydala Čerešňáková autobiografickou knihu Miss, sny vs. realita o své cestě ziskem titulu v soutěži krásy. Kmotrou knihy se stala Eliška Hašková-Coolidge. 
V letech 2017 a 2018 byla autorkou scénářů finálových galavečerů soutěže Česká Miss.
Druhou knihu "Úlet civilizované holky: Moje cesta do Santiaga" představila Eva Čerešňáková v únoru 2023. Ve své knize popisuje svou pouť do Santiago de Compostela, na kterou vyrazila z portugalského Porta. Svatojakubskou pouť podnikla sama neplánovaně v pandemickém roce 2020 a zpětně ji hodnotí jako úžasnou dovolenou, na kterou velmi ráda vzpomíná. I když podniknout něco takového dodnes považuje tak trochu za úlet. Kmotry knihy se stali Česká Miss 2008 Eliška Bučková, herečka Denisa Pfauserová a kněz Zbigniew Czendlik.

## Soutěže krásy
- Modelka Manhattan 2001 – finalistka soutěže
- Taiza Face 2003 by Osmany Laffita – finalistka soutěže
- II. vicemiss Reneta 2005 (Miss středních škol)
- Miss Academia ČR 2006 (Miss vysokých škol)
- I. Česká vicemiss 2007